# 야생 갈대
《야생 갈대》(프랑스어: Les Roseaux sauvages)는 1994년 개봉한 프랑스의 드라마 영화이다. 앙드레 테시네가 감독과 공동각본을 맡았다. 1995 세자르상 작품상 수상작이다.